# Pożarzyce
Pożarzyce (deutsch: Poseritz, historisch Roth-Poseritz) ist ein Ort in der Landgemeinde Jordanów Śląski (Jordansmühl) im Powiat Wrocławski der Woiwodschaft Niederschlesien in Polen.

## Lage
Pozarzyce liegt etwa sechs Kilometer südöstlich von Jordanów Śląski (Jordansmühl) und 36 Kilometer südlich von Breslau.
Nachbarorte sind Jezierzyce Wielkie (Groß Jeseritz) im Norden, Trzebnik (Trebnig) im Westen, Podgaj (Pudigau) im Osten, Białobrzezie (Rothschloß) im Süden. 

## Geschichte
„Pozericz“ wurde erstmals 1376 erwähnt. Möglicherweise steht der Ortsname mit slawischer Endung in Zusammenhang mit dem alten schlesischen Rittergeschlecht der Poser. Roth-Poseritz war einst Kammergut und gehörte zum königlichen Domänen-Pacht-Amt Rothschloß im piastischen Herzogtum Brieg, das seit 1329 ein Lehen der Krone Böhmen war. Nach dem Tod des Herzogs Georg Wilhelm I. 1675 fiel Poseritz mit dem Herzogtum Brieg als erledigtes Lehen durch Heimfall an die Krone Böhmen.
Nach dem Ersten Schlesischen Krieg kam Poseritz 1741/42 mit dem größten Teil Schlesiens an Preußen. Die alten Verwaltungsstrukturen wurde aufgelöst und Poseritz in den Kreis Nimptsch eingegliedert, mit dem es bis zu seiner Auflösung 1932 verbunden blieb. Evangelisch war Poseritz nach Rudelsdorf und katholisch nach Rothschloß gepfarrt. 1783 bestand Poseritz aus einem Vorwerk, genannt das „Rote Vorwerk“, zwei Wassermühlen, 15 Gärtnern und 118 Einwohnern. 1845 waren es 32 Häuser, ein herrschaftliches Schloss, 135 Einwohner, davon 30 katholisch und der Rest evangelisch. Zur Gemeinde gehörte außerdem: 
1. Das eigentliche Dominium Roth-Poseritz auch Rotes Vorwerk genannt mit 55 Einwohnern, davon 5 katholisch.
2. Die Neumühle, eine Wassermühle an der großen Lohe, mit 14 evangelischen Einwohnern

1874 wurden die Landgemeinde Poseritz und der gleichnamige Gutsbezirk in den neu gebildeten Amtsbezirk Wättrisch eingegliedert. Bis 1945 umfasste der Amtsbezirk die Gemeinden Poseritz, Rudelsdorf, Trebnig und Wättrisch. Mit der Auflösung des Kreises Nimptsch wurde Poseritz 1932 dem Landkreis Reichenbach/Eulengebirge zugeschlagen. In einer nahegelegenen Kiesgrube bei Poseritz befand sich 1945 eine geheime Lagerstätte der SS.
Als Folge des Zweiten Weltkriegs fiel Poseritz 1945 mit fast ganz Schlesien an Polen. Nachfolgend wurde es in Pożarzyce umbenannt. Die deutschen Einwohner wurden, soweit sie nicht vorher geflohen waren, vertrieben. Die neu angesiedelten Bewohner waren teilweise Zwangsumgesiedelte aus Ostpolen, das an die Sowjetunion gefallen war.
Nachfolgend wurde es der Woiwodschaft Breslau eingegliedert. Nach deren Auflösung gelangte es an den Powiat Wrocławski.  Das Schloss Poseritz wurde nach 1945 abgerissen. Erhalten haben sich Grundmauerreste und ein Teil der Wirtschaftsgebäude. 